# Ras Ijerri
Ras Ijerri (franska: Ras Ijerri (CR), Ras Ijerri (Commune Rurale), arabiska: أولاد الشريف, رأس اجري) är en kommun i Marocko.   Den ligger i provinsen El Hajeb och regionen Fès-Meknès, i den nordöstra delen av landet, 110 km öster om huvudstaden Rabat. Antalet invånare är 6 119.